# موسی نیاکت
موسی نیاخاته (فرانسوی: Moussa Niakhaté‎؛ زادهٔ ۸ مارس ۱۹۹۶) بازیکن فوتبال اهل فرانسه است که برای باشگاه فوتبال ناتینگهام فارست بازی می‌کند.
وی همچنین در تیم‌های ملی فوتبال زیر ۱۹ سال فرانسه، زیر ۲۰ سال فرانسه و زیر ۲۱ سال فرانسه بازی کرده‌است.
موسی همچنین با انتقال 10 میلیون یورویی خود بعد از تایوو آوونییی و ژائو کاروالیو به سومین خرید گران قیمت تاریخ ناتینگهام فارست (مشترک با جولیان بیانکون ) و گرانترین مدافع تاریخ این باشگاه (مشترک با جولیان بیانکون) تبدیل شد.